# 나미비아붓꼬리저빌
나미비아붓꼬리저빌 또는 세처털북숭이발저빌(Gerbillurus setzeri)은 황무지쥐아과에 속하는 설치류의 일종이다. 앙골라와 나미비아에서 발견된다. 자연 서식지는 뜨거운 사막과 온대 사막이다.

## 특징
작은 설치류로 꼬리 길이 113~145mm를 포함한 전체 몸길이가 217~263mm이다. 발 길이는 30~35mm이고, 귀 길이는 12~16mm, 몸무게는 최대 48g이다. 등 쪽 털은 갈색빛 노란색을 띠는 반면에 옆 구리는 좀더 밝은 색을 띠고, 배 쪽과 볼, 턱, 목, 다리는 희다. 핵형은 2n=60, FN=76이다.

## 생태
땅 위에서 주로 생활하는 육상성 동물이고 야행성 동물이다. 낮 동안에 깊은 굴 속에 숨어 지낸다. 먹인 절지동물과 식물, 씨앗 등이다. 연중 번식을 한다. 암컷은 약 21일 동안의 임신 기간 이후 한 번에 1~6마리의 새끼를 낳는다. 젖을 떼는 시기는 약 23~28일 이후이다.

## 분포 및 서식지
앙골라 남부와 서부, 나미비아 북부와 서부, 중부와 서부 지역 해안가를 따라 널리 분포한다. 자갈 평원과 모래 평원, 메마른 강바닥에서 서식한다.